# Lady Lay
Singles de Pierre Groscolas
Au revoir
(1973) Vite, vite on part
(1974)
Lady Lay est une chanson du chanteur français Pierre Groscolas, sortie en single en 1973 sur le label Tréma et parue sur son deuxième album Pierre Groscolas (1974). Elle est écrite par Michel Jourdan sur une musique de Pierre Groscolas.
La chanson remporte un succès en France et à l'étranger, devenant le thème du carnaval de Rio en 1975. Elle se classe dans de nombreux pays, dont la Belgique où elle atteint la première place du hit-parade francophone.

## Contexte et enregistrement
Au début de l'année 1973, alors qu'il compose de nouvelles chansons en studio, Pierre Groscolas trouve les premiers accords d'une musique. Il en enregistre une maquette accompagnée de gimmicks et d'onomatopées au refrain et demande à l'auteur Michel Jourdan de lui écrire des paroles. Jourdan s'inspire des onomatopées du refrain pour trouver le titre qui devient Lady Lay. Pour les couplets, l'auteur se base sur une histoire personnelle ; alors qu'il avait quinze ans, il était tombé sous le charme d'une fille de vingt-cinq ans. N'ayant pas oublié cette histoire d'amour platonique qu'il avait alors gardé pour lui, il l'utilise pour compléter les paroles de la chanson.
La chanson est enregistrée à l'automne 1973 au studio CBE à Paris, sous la direction de Bernard Estardy. À la fin de l'année 1973, la chanson sort en 45 tours sur le label Tréma. Elle rencontre le succès dans les premiers mois de 1974 et se classe dans les hit-parades en France ainsi qu'à l'étranger, dont la Belgique où elle atteint la première place du classement francophone ainsi que l'Afrique du Sud et la Suisse où elle atteint le top 5,. Elle devient le thème musical du carnaval de Rio 1975, chanté par une trentaine d'écoles de samba,.
À la suite du succès, Pierre Groscolas enregistre Lady Lay en 1974 dans des versions adaptées en allemand, en anglais et en italien, toutes sous le même titre,,.

## Liste des titres
| A. | Lady Lay                     | 2:58 |
| B. | Un jour comme pas les autres | 3:20 |

## Crédits
- Pierre Groscolas – chant, musique, arrangements
- Michel Jourdan – paroles
- Bernard Estardy – ingénieur du son
- Gérard Melet – direction artistique
- Jacques Revaux – direction artistique
- Rodolphe Haussaire – photographie

Crédits adaptés des notes d'accompagnement.

## Classements
| Classement (1974)                       | Meilleure position |
| --------------------------------------- | ------------------ |
| Afrique du Sud (Springbok Top 20)       | 4                  |
| Allemagne de l'Ouest (Media Control)    | 19                 |
| Belgique (Flandre Ultratop 50 Singles)  | 9                  |
| Belgique (Wallonie Ultratop 50 Singles) | 1                  |
| France (SNEP)                           | 2                  |
| Italie (Musica e dischi)                | 25                 |
| Pays-Bas (Nederlandse Top 40)           | 8                  |
| Pays-Bas (Nationale Hitparade)          | 8                  |
| Québec (Palmarès francophone)           | 18                 |
| Suisse romande (RSR)                    | 4                  |

| Classement (1974)              | Position |
| ------------------------------ | -------- |
| Belgique (Flandre Ultratop)    | 89       |
| France (SNEP)                  | 16       |
| Italie (Musica e dischi)       | 94       |
| Pays-Bas (Nederlandse Top 40)  | 89       |
| Pays-Bas (Nationale Hitparade) | 72       |

## Reprises
La chanson est notamment reprise par :
- le groupe britannique Brotherhood of Man en 1974, dans une adaptation en anglais et sortie en single la même année[22] ;
- le chanteur américain Wayne Newton en 1974, adaptée en anglais. Cette version atteint la 37e place du classement RPM Pop Singles canadien[23] et la 47e place du classement Easy Listening américain en 1974 et 1975[24] ;
- le groupe canadien Sonora en 1975, en anglais. Cette version atteint la 69e place du classement RPM Top Singles au Canada[25] ;
- le chanteur britannique Tom Jones en 1976, adaptée en anglais et sortie en single au Canada[26]. Selon Fabien Lecœuvre, Tom Jones contribue avec cette version au succès mondial de la chanson[1].
- le groupe hongkongais The Wynners en 1976, adaptée en anglais[27].